# Tom Price
Thomas Edmunds "Tom" Price (8 d'octubre de 1954, Michigan) és un polític i metge nord-americà, membre del partit republicà dels Estats Units. Actualment ocupa el càrrec de Secretari de Salut i Serveis Humans dels Estats Units. Anteriorment, havia estat Congressista per Geòrgia i havia ocupat diversos càrrecs en l'administració estatal i local.